# Aeropuerto de Techo
El Aeropuerto de Techo fue el primer aeropuerto de Bogotá, Colombia, que estuvo en funcionamiento desde 1930 hasta 1959, cuando fue reemplazado por el Aeropuerto El Dorado. Se encontraba adyacente al actual Monumento a las Banderas, en la Avenida de Las Américas.

## Historia
En 1919, se fundó en Barranquilla SCADTA (Sociedad Colombo Alemana de Transportes Aéreos) de capital mixto colombo-alemán. En 1922, ya prestaba el servicio de correo aéreo gracias a una concesión del gobierno nacional. En 1928, dicha sociedad desarrolló un aeródromo para su uso exclusivo en un área al occidente de Bogotá en la hacienda de Techo. Posteriormente, se inauguró como aeropuerto en 1930.
En esa época, cada aerolínea construía y usaba su propio aeródromo, y en Bogotá llegaron a operar simultáneamente tres aeropuertos. El Estado decidió en 1947 fundar un organismo de control, obedeciendo a la Convención de Chicago, pero solamente hasta 1954 se creó dicha institución, durante el gobierno de Gustavo Rojas Pinilla. Debido a que los aeródromos existentes ya eran obsoletos, se decidió construir un nuevo aeropuerto.